# آن رسید لعنتی
آن رسید لعنتی رمانی از داریوش مهرجویی است. این کتاب در بیست و نهمین نمایشگاه بین‌المللی کتاب تهران عرضه شد.

## موضوع کتاب
این رمان داستان زندگی یک کارگردان سینما است. قهرمان قصه که فردی به اسم بهزاد جاوید است چند سال قبل سریالی برای تلویزیون ساخته که بسیاری به خاطر این سریال از او تقدیر می‌کنند و قرار می‌شود تلویزیون هزینهٔ ساخت سریال را به او بدهد. به همین خاطر تغییراتی در زندگی ایجاد می‌کند. خانه عوض می‌کند و… زیر بار قرض می‌رود. با گذشت زمان بهزاد متوجه می‌شود که از پول خبری نیست. این داستان، پروسه بی سرانجامی است که بهزاد جاوید می‌گذراند، دویدن‌های او از بخشی به بخش دیگر و از واحدی در صدا و سیما به استودیوی از استودیوی دیگر …